# Berta Castells

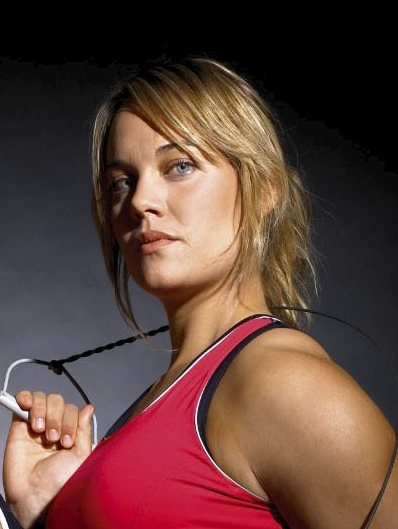
Berta Castells (2006)

Berta Castells Franco (* 24. Januar 1984 in Torredembarra) ist eine spanische Hammerwerferin.
2001 gewann sie bei den Jugendweltmeisterschaften in Debrecen Silber, 2001 in Grosseto und 2003 in Tampere bei den Junioreneuropameisterschaften Bronze.
Im Erwachsenenbereich schied sie 2002 bei den Europameisterschaften in München in der Qualifikation aus und wurde Achte beim Weltcup in Madrid.
2003 folgte bei den Weltmeisterschaften in Paris/Saint-Denis ein weiteres Aus in der Vorrunde. 2004 wurde sie Iberoamerikanische Vizemeisterin. Bei den Olympischen Spielen in Athen kam sie ebenso wenig über die Qualifikation hinaus wie bei den Weltmeisterschaften 2005 in Helsinki, den Europameisterschaften 2006 in Göteborg, den Weltmeisterschaften 2007 in Osaka, den Olympischen Spielen 2008 in Peking und den Weltmeisterschaften 2009 in Berlin.
2010 wurde sie erneut Iberoamerikanische Vizemeisterin und Neunte bei den Europameisterschaften in Barcelona. 2011 schied sie bei den Weltmeisterschaften in Daegu abermals in der Vorrunde aus.
Von 2003 bis 2011 wurde sie neunmal in Folge nationale Meisterin. Bislang stellte sie 13 nationale Rekorde im Hammerwurf aus, zuletzt am 6. August 2011 in Málaga mit 69,53 m.
Am 16. Juni 2016 verbesserte sie in Manresa den spanischen Rekord auf 70,32 m.
Berta Castells ist 1,74 m groß und wiegt 79 kg. Sie wird von José Luis Velasco und startet seit 2006 für Valencia Terra i Mar.